# Ishinpō
Ishinpō (醫心方 Ishinpō o Ishinhō?) es el texto médico más antiguo que se conserva en japonés. Fue completado en 984 por Tamba Yasuyori (también referido en algunas fuentes como Tanba no Yasuyori) y tiene 30 volúmenes. La obra se basa en parte en una obra médica china llamada Zhubing yuanhou lun (諸病源候論 Tratado general sobre las causas y manifestaciones de todas las enfermedades), compilada por el escritor de la dinastía Sui Chao Yuanfang. Muchos de los textos citados en Ishinpō se han perdido en China, y sólo han llegado hasta nuestros días gracias a su inclusión en la obra. Es un tesoro nacional de Japón.

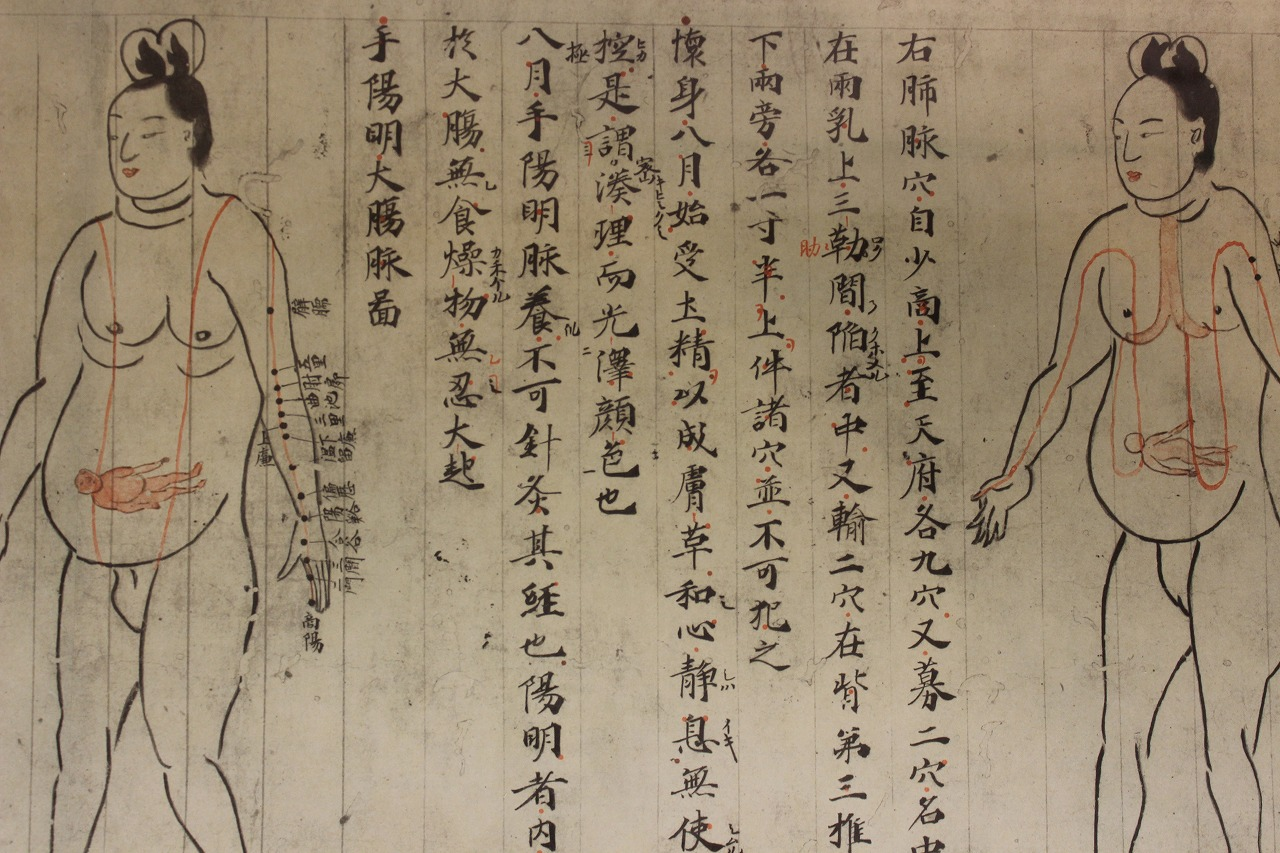
El vigésimo segundo volumen del Ishinpō. El volumen que tiene una única figura también en el Ishinpō

El Ishinpo fue presentado a la Corte Imperial en 984 por Yasuyori Tanba, el editor. Se mantuvo en la Corte Imperial, pero en 1554, el emperador Ogimachi se lo dio a la familia Tenyakuto Nakarai. Se dice que también fue atesorado por la familia Tanba, pero al menos en la familia Taki (el más alto oficial médico del shogunato Edo junto con la familia Nakarai), quienes eran descendientes de la familia Tanba, se decía que muchos de ellos haber sido perdidos al final del período Edo. Fue restaurado e impreso por Taki Genken. Al final del período Edo, el Shogunato Edo hizo que Taki corrigiera el 'Ishinpo' original, que había sido transmitido en la familia Nakarai. En 1982, este libro de Nakarai fue comprado por la Agencia de Asuntos Culturales de la misma familia, y en 1984 se convirtió en un tesoro nacional. Ahora es propiedad del Museo Nacional de Tokio.

## Organización
La organización del texto es la siguiente:
| Volumen | Tema                             |
| ------- | -------------------------------- |
| 1       | Resumen                          |
| 2       | Acupuntura y moxibustión         |
| 3       | Medicina interna                 |
| 4       | Dermatología                     |
| 5       | Otorrinolaringología             |
| 6       | Medicina interna                 |
| 7       | Cirugía y Medicina interna       |
| 8       | Medicina interna                 |
| 9       | Medicina interna                 |
| 10      | Medicina interna                 |
| 11      | Medicina interna                 |
| 12      | Medicina interna                 |
| 13      | Medicina interna                 |
| 14      | Medicina interna                 |
| 15      | Cirugía                          |
| 16      | Cirugía                          |
| 17      | Cirugía                          |
| 18      | Cirugía                          |
| 19      | Farmacología                     |
| 20      | Farmacología                     |
| 21      | Ginecología                      |
| 22      | Obstetricia                      |
| 23      | Obstetricia                      |
| 24      | Obstetricia y ginecología        |
| 25      | Pediatría                        |
| 26      | Salud                            |
| 27      | Salud                            |
| 28      | Comportamiento sexual humano     |
| 29      | Salud alimentaria                |
| 30      | Dieta saludable, salud dietética |

El Ishinpō conservaba más de 200 documentos médicos importantes que eran todos de origen chino y sin fuentes japonesas. Los conocimientos médicos del tomo abarcaban tratamientos clínicos que se basaban en la antigua medicina tradicional china y estaban influenciados por las teorías médicas indias que se encontraban en las escrituras Budistas, así como en las referencias taoístas (por ejemplo, los medicamentos taoístas). por ejemplo, las drogas taoístas). Por ejemplo, existía la llamada Escritura sobre el embarazo, que describía los desarrollos físicos y los movimientos fetales. Los estudiosos citan su similitud con una receta del antiguo texto médico chino llamado Taichan shu,  que contenía doctrinas sobre el desarrollo del embrión y el feto, así como la higiene adecuada para las mujeres embarazadas.
El Ishinpō también destaca por conservar algunas de las Manuales sexuales taoístas de la dinastía Han a la Tang. La vigésimo octava sección del Ishinpō contiene una transcripción completa de un texto taoísta conocido como El Clásico de Sunu que es un diálogo entre la Doncella Oscura y el Emperador Amarillo, en el que la primera da consejos sobre prácticas sexuales al segundo.
Aunque el texto está escrito en kanbun, los términos en japonés están escritos a un lado en Man'yōgana para las plantas, los animales y los minerales.